# Списък с епизоди на „Зеления фенер: Анимационният сериал“
Това е списъкът с епизоди на „Зеления фенер: Анимационният сериал“.

## Общ преглед
| Сезон | Тв канал        | Епизоди | Сезонна премиера   | Сезонна премиера    |
| ----- | --------------- | ------- | ------------------ | ------------------- |
| 1     | Cartoon Network | 26      | 11 ноември 2011 г. | 13 декември 2012 г. |

## Eпизоди

### Сезон 1 (2011 г. – 2013 г.)
| Номер | Заглавие                | Заглавие                       | Режисура             | Сценарий                     |
| ----- | ----------------------- | ------------------------------ | -------------------- | ---------------------------- |
| 1 – 2 | „Beware My Power“       | „Преклонете се пред силата ми“ | Сам Лиу, Рик Моралес | Джим Крийг, Ърни Олтбакър    |
| 3     | „Razer's Edge“          | „Рейзър на ръба“               | Сам Лиу              | Евгений Сон                  |
| 4     | „Into the Abyss“        | „Дълбоко в бездната“           | Рик Моралес          | Мат Уейн                     |
| 5     | „Heir Apparent“         | „Наследник на трона“           | Сам Лиу              | Дженифър Кийн                |
| 6     | „Lost Planet“           | „Изгубената планета“           | Рик Моралес          | Майкъл Е. Райън              |
| 7     | „Reckoning“             | „Разплата“                     | Сам Лиу              | Ърни Олтбакър                |
| 8     | „Fear Itself“           | „Първичен страх“               | Рик Моралес          | Марк Хофмейър                |
| 9     | ...In Love and War      | „...В любов и война“           | Сам Лиу              | Андрю Робинсън               |
| 10    | „Regime Change“         | „Смяна на режима“              | Рик Моралес          | Джош Хамилтън                |
| 11    | „Flight Club“           | „Клуб по летене“               | Сам Лиу              | Майкъл Е. Райън              |
| 12    | „Invasion“              | „Инвазия“                      | Рик Моралес          | Ърни Олтбакър                |
| 13    | „Homecoming“            | „Завръщане у дома“             | Сам Лиу              | Джим Крийг                   |
| 14    | „The New Guy“           | Новият                         | Рик Моралес          | Том Шепърд                   |
| 15    | „Reboot“                | Рестартиране                   | Сам Лиу              | Марк Хофмейър                |
| 16    | „Steam Lantern“         | Парният фенер                  | Рик Моралес          | Ърни Олтбакър                |
| 17    | „Blue Hope“             | Синя надежда                   | Сам Лиу              | Джереми Адамс                |
| 18    | „Prisoner of Sinestro“  | Гневът на Синестро             | Рик Моралес          | Марк Хофмейър                |
| 19    | „Loss“                  | „Загуба“                       | Сам Лиу              | Майкъл Е. Райън              |
| 20    | „Cold Fury“             | „Сляпа ярост“                  | Рик Моралес          | Ърни Олтбакър                |
| 21    | „Babel“                 | Във вилон                      | Сам Лиу              | Шарлот Фулертън, Кевин Рубио |
| 22    | „Love is a Battlefield“ | Любовта е бойно поле           | Рик Моралес          | Дженифър Кийн                |
| 23    | „Larfleeze“             | Ларфлииз                       | Сам Лиу              | Ърни Олтбакър                |
| 24    | „Scarred“               | Белязан                        | Рик Моралес          | Джереми Адамс                |
| 25    | „Ranx“                  | Ранкс                          | Сам Лиу              | Ърни Олтбакър                |
| 26    | „Dark Matter“           | Тъмна материя                  | Рик Моралес          | Джим Крийг                   |

## Излъчване в България
В България анимационният сериал започва излъчване на 13 декември 2012 г., по Cartoon Network, премиерно и за страната, и за канала.[2] Излъчването му е разделено също на 2 арки, между които има пауза. Сюжетна арка едно започва на 13 декември 2012 г. и свършва на 28 февруари 2013 г., като се излъчва всеки четвъртък от 18:30ч.[3]
Дублажът е на студио Про Филмс. Ролите се озвучават от артистите Иван Петков (Хал Джордан), Стефан Къшев (Киуоог), Надя Полякова (Ая), Иван Велчев (Рейзър), Георги Иванов, Георги Стоянов, Цветан Ватев, Христо Бонин, Даниела Горанова, Симона Нанова, Цветослава Симеонова, Станислав Пищалов, Вилма Карталска, Ненчо Балабанов, Георги Спасов, Стоян Цветков и други. Режисьор на дублажа е Ненчо Балабанов. Излъчва се от Cartoon Toon Toon.